# Ширяєво (Калачіївський район)
Ширяєво (рос. Ширяево) — село Калачіївського району Воронізької області. Утворює окреме Ширяєвське сільське поселення.
Населення становить 2404 особи за переписом 2010 року (1127 чоловічої статі та 1277 — жіночої).

## Історія
За даними 1859 року у казенній слободі Богучарського повіту Воронізької губернії мешкало 5135 осіб (2513 чоловічої статі та 2622 — жіночої), налічувалось 712 дворових господарств, існувала православна церква, молитовний будинок, щорічний ярмарок.
Станом на 1886 рік у колишній державній слободі, центрі Ширяєвської волості мешкало 6610 осіб, налічувалось 1042 дворових господарства, існували 2 православні церкви, школа, 3 лавки, відбувалось 2 ярмарки на рік.
За переписом 1897 року кількість мешканців зросла до 7226 осіб (3600 чоловічої статі та 3626 — жіночої), з яких всі — православної віри.
За даними 1900 року у слободі мешкало 7572 особи (3863 чоловічої статі та 3709 — жіночої) переважно українського населення, налічувалось 1274 дворових господарств, існували 2 православні церкви, земська школа й 2 церковно-парафіяльні школа, 2 мануфактурних, дріб'язкова й 3 винних лавки, відбувалось 3 ярмарки на рік.